# Grammia elongata
Grammia elongata är en fjärilsart som beskrevs av Richard Harper Stretch 1885. Grammia elongata ingår i släktet Grammia och familjen björnspinnare. Inga underarter finns listade i Catalogue of Life.